# Жилая (река)
Жилая — река в России, протекает в Оренбургской области.

## География
Устье реки находится в 151 км по левому берегу реки Боровка, в Чекалинском водохранилище. Длина реки составляет 10 км.

## Данные водного реестра
По данным государственного водного реестра России относится к Нижневолжскому бассейновому округу, водохозяйственный участок реки — Самара от водомерного поста у села Елшанка до города Самара (выше города), без реки Большой Кинель. Речной бассейн реки — Волга от верховий Куйбышевского вдхр. до впадения в Каспий.
Код объекта в государственном водном реестре — 11010001112112100007415.